# Odorrana rotodora
Espèce
Synonymes
- Rana rotodora Yang & Rao, 2008

Odorrana rotodora est une espèce d'amphibiens de la famille des Ranidae.

## Répartition
Cette espèce est endémique de la province du Yunnan dans le sud de la république populaire de Chine. Elle se rencontre entre 400 et 810 m d'altitude dans les xians de Yingjiang, Menglian, Lancang et à Ruili et à Pu'er.

## Publication originale
- Yang & Rao, 2008 : Amphibia and Reptilia of Yunnan. Yunnan Publishing Group Corporation, Yunnan Science and Technology Press, Kunming, p. 12-152.